# Аборты в Бахрейне
Аборт в Бахрейне является законным на основании запроса и разрешения, предоставленного группой врачей, когда жизнь женщины находится в опасности. В соответствии с Уголовным кодексом 1976 года аборт становится незаконным в Бахрейне, когда он производится самостоятельно, что грозит беременной женщине тюремным заключением на срок до шести месяцев; или когда это практикуется без согласия женщины, что карается до десяти лет лишения свободы.
По данным Организации Объединённых Наций, в 2002 году уровень абортов составлял 11,1 на 1000 женщин в возрасте от 15 до 44 лет.
В 2019 году Бахрейн предлагает новую поправку, позволяющую включать случаи, когда здоровье матери находится в опасности или когда плод страдает физической или психической инвалидностью. Однако законопроект был отклонён в 2020 году.